# Austriocyclops vindobonae
Austriocyclops vindobonae – gatunek widłonoga z rodziny Cyclopidae; jedyny przedstawiciel rodzaju Austriocyclops. Gatunek i rodzaj opisał w 1964 roku niemiecki zoolog Friedrich Kiefer. Miejsce typowe to studnia w Kagran w Austrii (obecnie w granicach Wiednia).